# الفتح (جريدة)
جريدة الفتح هي جريدة مصرية تتبع الدعوة السلفية بالإسكندرية. أسست بعد ثورة 25 يناير، ولها بوابة إلكترونية. تصدر النسخة الورقية منها أسبوعياً. يرأس مجلس إدارتها محمد القاضي، ورئيس التحرير مختار سيد. وتتكون من 12 صفحة للعدد، ويبلغ سعر النسخة 3 جنيه مصري.

## فريق التحرير
- رئيس مجلس الإدارة: محمد القاضي
- رئيس التحرير: مختار سيد
- نائب رئيس التحرير أحمد الفولي
- رؤساء تحرير الأقسام:
  - قسم المحافظات:
  - الشؤون الخارجية: محمد علاء
  - الأخبار: مصعب فرج
  - القسم السياسي: ناجح مصطفى

## أبواب الجريدة
- تقارير
- الشارع السياسي
- خارجي
- تحقيقات
- آراء حرة
- الفتح بوك
- آفاق دعوية

## روابط خارجية
- موقع بوابة الفتح الإلكترونية
- بوابة الفتح الإلكترونية على فيس بوك